# (11035) 1988 VQ3
(11035) 1988 VQ3 es un asteroide perteneciente al cinturón de asteroides, región del sistema solar que se encuentra entre las órbitas de Marte y Júpiter, descubierto el 12 de noviembre de 1988 por Yoshiaki Oshima desde el Observatorio Gekko, Kannami, Japón.

## Designación y nombre
Designado provisionalmente como 1988 VQ3. 

## Características orbitales
1988 VQ3 está situado a una distancia media del Sol de 2,700 ua, pudiendo alejarse hasta 3,011 ua y acercarse hasta 2,390 ua. Su excentricidad es 0,115 y la inclinación orbital 11,732 grados. Emplea 1620,79 días en completar una órbita alrededor del Sol.
Pertenece a la familia de asteroides de (15) Eunomia.

## Características físicas
La magnitud absoluta de 1988 VQ3 es 13,55. Tiene 5,826 km de diámetro y su albedo se estima en 0,273. 